# Trostniki
Trostniki (Russisch:  Тростники, Duits: Schakenhof) is een plaats in de Russische oblast Kaliningrad, het vroegere Koningsbergen (Oost-Pruisen). Het ligt in het district Prawdinski met bestuurlijk centrum Pravdinsk, het vroegere  Friedland. Schakenhof ligt tussen de plaatsen Pravdinsk en Zjeleznodorozjnyj (Russisch: Железнодорожный; Duits: Gerdauen).

## Geschiedenis

### 1760 - 1909
Het eerder Schakenhof genoemde landgoed werd door Samuel Ernst Schach von Wittenau (1760–1828) aangelegd en in de negentiende eeuw tot bloei gebracht als waardevol onroerend goed. In 1830 ging het over in andere handen en vervolgens verwierf  Eduard Carl von Gustedt uit Halberstadt het landgoed in 1853 en breidde het uit tot 1500 hectaren. In 1874 werd het landgoed Schakenhof een zogenaamd Amtsdorf behorende bij de toen ingestelde bestuurlijke eenheid Amtsbezirk Schakenhof. Tot 1945 behoorde dit Amtsbezirk tot het district (Landkreis) Gerdauen (het huidige Zjeleznodorozjnyj). De opvolger Rudolf von Gustedt  liet er in 1877 een landhuis bouwen.

### 1909 - 1922
In 1909 verwierf Lothar von Kalckstein het landgoed. Daarna werd er veel in het landgoed geïnvesteerd zodat het een voor die tijd uiterst modern landbouwbedrijf werd, met een mechanische ploeg die door stoomlocomobielen werd voortbewogen en een uitgekiend drainagesysteem voor het akkerland. Verder kwamen er op het landgoed een steenfabriek, houtzagerij, smederij, wagenmakerij en een coöperatieve melkfabriek. Dit geheel vormde een dorpsgemeenschap waar 35 families woonden, bij elkaar ongeveer 150 personen. Von Kalckstein liet ook familiehuizen bijbouwen. Gedurende de Eerste Wereldoorlog was Oost-Pruisen het enige deel van Duitsland waar op Duits grondgebied werd gevochten. In augustus 1914 en opnieuw in oktober van dat jaar trokken plunderende troepen uit Rusland door het gebied. Von Kalckstein herstelde na de oorlog zo veel mogelijk de schade, maar daardoor ontstond een grote hypothecaire schuld op het landgoed. In de jaren 1920 vonden diverse transacties in vastgoed plaats waarbij stukken van landgoederen werden uitgewisseld. Op 13 juni 1922 verwierf de Rotterdamse stoffenhandelaar Michiel Hoogendijk het landgoed.

### 1922 - 1945
In 1933 vormde Schakenhof een bloeiende landbouwonderneming in vol bedrijf. In het Amtsbezirk woonden toen 680 mensen. Gedurende de Tweede Wereldoorlog bleef het aanvankelijk relatief rustig, hoewel door slecht weer en gebrek aan arbeidskrachten het bedrijfsresultaat te laag was om van de schulden af te komen. In 1945 trok het Russische leger Oost-Pruisen binnen en dit ging gepaard met plunderingen, massamoorden en massaverkrachtingen. Op 23 januari 1945 probeerden de bewoners van Schakenhof, onder leiding van Michiel Hoogendijk in een colonne wagens met leeftocht (een zogenaamde Flüchtlingstreck)  te vluchten maar vielen in handen van het oprukkende leger.

### Na 1945
In 1947 kwam het gebied rond Schakenhof onder Russisch bestuur, zoals het hele gebied rond Koningsbergen (Kaliningrad) en kreeg het de naam Trostniki. Het dorp werd bestuurlijk ingedeeld in het district Prawdinski. Door de oorlogsschade en daarna door verwaarlozing en onkunde verviel het landgoed. De afwateringssystemen functioneerden niet meer en de vooroorlogse rijke landbouwgronden veranderden in moerassen. In 2010 telde de bevolking 74 inwoners.